# Knieperstraße 9 (Stralsund)
Das Wohnhaus Knieperstraße 9 in Stralsund ist ein denkmalgeschütztes Bauwerk in der Knieperstraße.

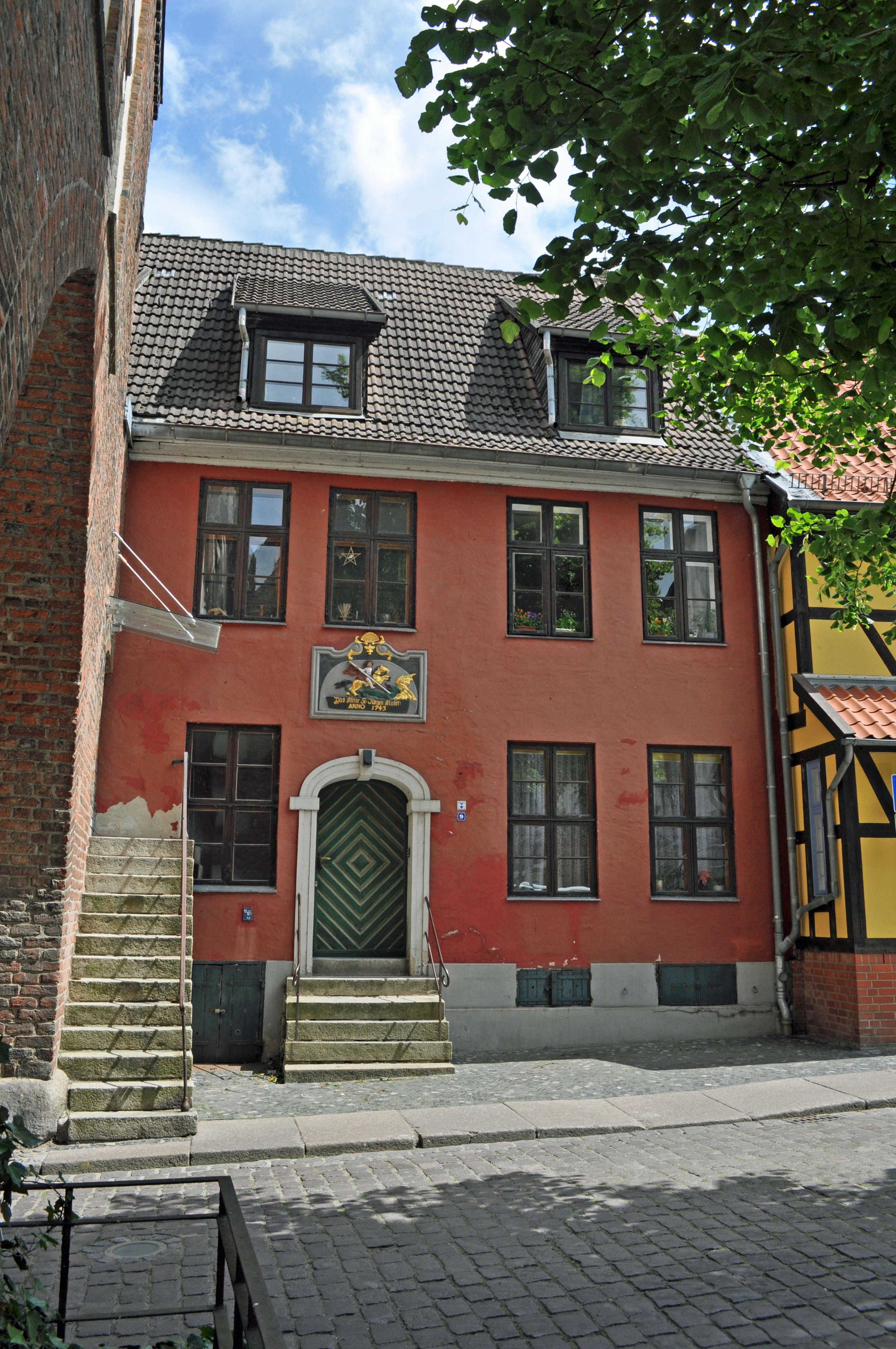
Haus Knieperstraße 9 in Stralsund (2012)

Das Haus, das mit seinem nördlichen Giebel an das Kniepertor grenzt, wurde im Jahr 1743 errichtet. Das zweigeschossige, verputzte Traufenhaus ist das ehemalige „Kleine Sankt-Jürgen-Hospital“, worauf ein Sandsteinrelief über dem Korbbogenportal mit rautengegliederter Haustür hinweist; das Relief stellt den Drachentöter St. Jürgen dar.
Das Haus im Kerngebiet des von der UNESCO als Weltkulturerbe anerkannten Stadtgebietes des Kulturgutes „Historische Altstädte Stralsund und Wismar“ ist in die Liste der Baudenkmale in Stralsund eingetragen.